# Ніщо не дається задарма
«Ніщо не дається задарма» (англ. Nothing For Nothing) — науково-фантастичне оповідання американського письменника Айзека Азімова, опубліковане в лютому 1979 року в журналі The Asimov Chronicles: Fifty Years of Isaac Asimov. Оповідання ввійшло в збірку «Вітри перемін та інші історії» (1983).

## Сюжет
За 15 тисячоліть до нашої ери, заковану льодовиком Землю відвідують прибульці, для вимінювання предметів первісного мистецтва на те, що назавжди змінить майбутнє людства.
Капітан вважає людей напів-звірями і пропонує не гаяти час, але Дослідник відчуває в них потенціал. Він посилає Торговця на пошуки. Торговець зауважує, що на такому рівні розвитку ще не трапляються твори мистецтва, та й прибульцям не буде що дати взамін, оскільки люди не зрозуміють вартість подарунку.
Все ж Торговцю довелося вирушити на Землю за зразками. Його команда знаходить в одній з печер наскельні малюнки. Тепер Торгівець, який хоче забрати унікальний витвір, що ще ніколи не створювали такі первісні цивілізації, повинен придумати, що корисного він може дати взамін місцевій цивілізації.
Повернувшись до Дослідника, він розказує, що телепатично навчив людей користуватися луком для полювання, як це заведено в розвинутіших цивілізацій, відвіданих ними. Дослідник шкодує про такий дар, оскільки люди до нього не готові і будуть використовувати його для вбивства один одного. І через 20 тисяч років цей дар стане проблемою для самих прибульців.

## Зв'язок з іншими творами
- Про телепатичне навчання первісних людей володінню зброєю йдеться в романі Артура Кларка «2001: Космічна Одіссея».
- Про збирання зразків культур цивілізацій та про відносно швидкий прогрес людства йдеться в оповіданні того ж Кларка «Рятувальний загін».